# 인서전트 (영화)
《인서전트》(영어: The Divergent Series: Insurgent 혹은 간단히 Insurgent)는 2015년 개봉한 미국의 디스토피아 SF 액션 영화로, 《다이버전트》(2014)의 속편이자 다이버전트 시리즈의 두 번째 편이다. 버로니카 로스의 동명 소설이 원작이다. 감독은 전편의 닐 버거 대신 로베르트 슈벤트케가 맡았으며, 셰일린 우들리가 계속 주인공을 연기한다.
속편 《다이버전트 시리즈: 얼리전트》(2016)로 이어진다.

## 출연진
- 셰일린 우들리 - 비어트리스 “트리스” 프라이어 역
- 시오 제임스 - 터바이어스 “포” 이턴 역
- 케이트 윈즐릿 - 저닌 매슈스 역
- 마일스 텔러 - 피터 헤이스 역
- 앤설 엘고트 - 케일럽 프라이어 역
- 자이 코트니 - 에릭 콜터 역
- 옥타비아 스펜서 - 조해나 레예스 역
- 레이 스티븐슨 - 마커스 이턴 역
- 조이 크래비츠 - 크리스티나 역
- 매기 큐 - 토리 우 역
- 메카이 파이퍼 - 맥스 역
- 재닛 맥티어 - 이디스 프라이어 역
- 대니얼 대 김 - 잭 강 역
- 나오미 와츠 - 에벌린 존슨이턴 역
- 엠제이 앤서니 - 헥터 역
- 키넌 론즈데일 - 유라이아 페드라드 역
- 로자 샐러자 - 린 역
- 수키 워터하우스 - 말린 역
- 조니 웨스턴 - 에드거 역
- 토니 골드윈 - 앤드루 프라이어 역
- 애슐리 저드 - 내털리 프라이어 역